# Threshold (band)

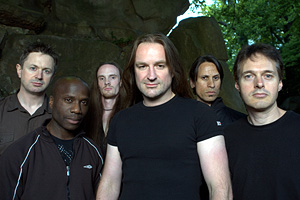
Threshold in 2009

Threshold is een Engelse progressieve-metalband die is opgericht in 1988.

## Bezetting

### Huidige bandleden
- Glynn Morgan - zanger
- Karl Groom - gitarist
- Steve Anderson - bassist
- Richard West - toetsenist
- Johanne James - drummer

### Voormalige bandleden
- Andrew "Mac" McDermott - zanger (overleden)
- Damian Wilson - zanger
- Nick Midson - gitarist
- Pete Morten - gitarist
- Jon Jeary - bassist
- Pete Crawford - bassist
- Ian Bennett - bassist
- Tony Grinham - drummer
- Mark Heaney - drummer
- Nick Harradence - drummer
- Jay Micciche - drummer

## Biografie
Threshold werd in 1988 gevormd in Surrey als een coverband van Ratt en Testament. Ze begonnen al snel eigen werk te schrijven en tekenden in 1992 hun eerste platencontract. Op dat moment bestond de band uit Damian Wilson (zanger), Karl Groom en Nick Madison (gitaristen), Jon Jeary (bassist) en Tony Grinham (drummer). Kort na de opnames van het nummer "Intervention" werd hier ook toetsenist Richard West aan toegevoegd.
Het debuutalbum van de band, Wounded Land, werd uitgebracht in 1993. Omdat Wilson niet mee op tour kon gaan, werd hij vervangen door Glynn Morgan. Hij was ook zanger op het tweede album Psychedelicatessen. Voor het nummer "Innocent" van dit album maakte de band haar eerste video. Om het album te promoten ging de band op tour en namen ze het livealbum Livedelica op.
Hierna nam de band een korte pauze, waarin Morgan en drummer Jay Micciche de band verlieten om Mindfeed te vormen. Morgan werd hierop vervangen door de teurgkerende Wilson en samen met hem namen ze het album Extinct Instinct op. Hierna gingen ze op tour met Enchant als support en nieuwe drummer Johanne James. Wilson was niet beschikbaar voor de opnames van het volgende album; hij werd vervangen door ex-Sargant Fury-zanger Andrew "Mac" McDermott. Met hem nam de band Clone op.
In 2001 bracht de band Hypothetical uit. Twee jaar later verliet bassist Jon Jeary de band en werd vervangen door Steve Anderson. Rond deze tijd brachten ze ook hun eerste drie albums opnieuw uit, deze keer met bonusnummers, een geremasterd geluid en met extra digitale inhoud. Hun latere albums werden ook heruitgebracht, deze als een Limited Edition met gelijkaardig bonusmateriaal.
In 2006 verlieten ze InsideOut Music en gingen naar Nuclear Blast Records. Een jaar later brachten ze op dit label Dead Reckoning uit. Ze namen een video op voor "Pilot In The Sky Of Dreams", wat ook op de soundtrack van In the Name of the King: A Dungeon Siege Tale stond. Hiermee werd voor het eerst een nummer van de band voor een film gebruikt. 
In 2007 verliet McDermott de band en werd Damian Wilson opnieuw zanger van Threshold. Hetzelfde jaar werd ook nog de eerste compilatie van de band, getiteld The Ravages of Time, uitgebracht op InsideOut Music.
In 2011 overleed Mac McDermott aan nierfalen door overmatig drankgebruik.
In februari 2017 heeft Pete Morten besloten om de band te verlaten om zich te focussen op zijn eigen projecten.
In maart 2017 heeft de band afscheid genomen van zanger Damian Wilson. De band heeft er voor gekozen de nabije toekomst in te gaan zonder Wilson en de symphatieke zanger heeft de bandleden medegedeeld deze beslissing te respecteren. Damian Wilson is vervangen door Glynn Morgan die tussen 1993 en 1996 ook al de zanger van de band was.

## Discografie

### Albums
- Wounded Land (1993)
- Psychedelicatessen (1994)
- Extinct Instinct (1997)
- Clone (1998)
- Hypothetical (2001)
- Critical Mass (2002)
- Subsurface (2004)
- Dead Reckoning (2007)
- March Of Progress (2012)
- For the Journey (2014)
- Legends Of The Shires (2017)
- Dividing Lines (2022)

### Compilaties
- The Ravages of Time (2007)

### Livealbums
- Livedelica (1995)
- Concert In Paris (2002)
- Critical Energy (2004)
- Surface To Stage (2006)
- European Journey (2015)
- Two - Zero - One - Seven (2018)

### Dvd
- Critical Energy (2004)

### Fanclub-cd's
- Decadent (1999)
- Concert in Paris (2002)
- Wireless: Acoustic Sessions (2003)
- Wireless: Acoustic Sessions (2002)
- Concert in Paris (2002)